# Charnay-lès-Chalon
Charnay-lès-Chalon és un municipi francès, situat al departament de Saona i Loira i a la regió de Borgonya - Franc Comtat. L'any 2007 tenia 178 habitants.

## Demografia

### Població
El 2007 la població de fet de Charnay-lès-Chalon era de 178 persones. Hi havia 88 famílies, de les quals 24 eren unipersonals (16 homes vivint sols i 8 dones vivint soles), 40 parelles sense fills, 20 parelles amb fills i 4 famílies monoparentals amb fills.
La població ha evolucionat segons el següent gràfic:
Habitants censats

### Habitatges
El 2007 hi havia 130 habitatges, 86 eren l'habitatge principal de la família, 30 eren segones residències i 14 estaven desocupats. 116 eren cases i 6 eren apartaments. Dels 86 habitatges principals, 68 estaven ocupats pels seus propietaris, 16 estaven llogats i ocupats pels llogaters i 2 estaven cedits a títol gratuït; 2 tenien una cambra, 6 en tenien dues, 19 en tenien tres, 17 en tenien quatre i 42 en tenien cinc o més. 65 habitatges disposaven pel capbaix d'una plaça de pàrquing. A 39 habitatges hi havia un automòbil i a 34 n'hi havia dos o més.

### Piràmide de població
La piràmide de població per edats i sexe el 2009 era:
| Homes | Edats   | Dones |
| ----- | ------- | ----- |
| 0     | 95 o +  | 4     |
| 0     | 90 a 94 | 0     |
| 0     | 85 a 89 | 4     |
| 4     | 80 a 84 | 0     |
| 4     | 75 a 79 | 4     |
| 8     | 70 a 74 | 12    |
| 4     | 65 a 69 | 8     |
| 4     | 60 a 64 | 4     |
| 8     | 55 a 59 | 4     |
| 4     | 50 a 54 | 4     |
| 12    | 45 a 49 | 4     |
| 4     | 40 a 44 | 0     |
| 4     | 35 a 39 | 4     |
| 0     | 30 a 34 | 8     |
| 0     | 25 a 29 | 8     |
| 4     | 20 a 24 | 4     |
| 4     | 15 a 19 | 0     |
| 0     | 10 a 14 | 4     |
| 8     | 5 a 9   | 8     |
| 0     | 0 a 4   | 4     |

## Economia
El 2007 la població en edat de treballar era de 94 persones, 65 eren actives i 29 eren inactives. De les 65 persones actives 58 estaven ocupades (31 homes i 27 dones) i 7 estaven aturades (2 homes i 5 dones). De les 29 persones inactives 15 estaven jubilades, 3 estaven estudiant i 11 estaven classificades com a «altres inactius».

### Ingressos
El 2009 a Charnay-lès-Chalon hi havia 85 unitats fiscals que integraven 184 persones, la mediana anual d'ingressos fiscals per persona era de 16.005 €.

### Activitats econòmiques
Dels 3 establiments que hi havia el 2007, 1 era d'una empresa de fabricació d'altres productes industrials, 1 d'una empresa de construcció i 1 d'una empresa de serveis.
L'únic servei als particulars que hi havia el 2009 era un electricista.
L'any 2000 a Charnay-lès-Chalon hi havia 13 explotacions agrícoles que ocupaven un total de 990 hectàrees.

## Poblacions més properes
El següent diagrama mostra les poblacions més properes.